# Журавлёв, Андрей Юрьевич
Андре́й Ю́рьевич Журавлёв (род. 3 августа 1958 г.) — российский палеонтолог и популяризатор науки. Профессор кафедры биоэволюции биологического факультета МГУ.

## Биография
Выпускник кафедры палеонтологии геологического факультета МГУ (1980). С 1980 по 2001 год работал в лаборатории древнейших организмов Палеонтологического института РАН. В 1986 году защитил кандидатскую диссертацию (к.б.н.) по теме «Днищевые археоциаты (Regularia)». В 1991 году защитил докторскую диссертацию (д.б.н.) по теме «Систематика и биология неправильных археоциат».
Один из соавторов досье номинации природного парка «Ленские столбы» для включения в список всемирного культурного и природного наследия ЮНЕСКО.
С 1 мая 2010 по 2022 год был редактором журнала National Geographic Россия, с 2017 — научным редактором.
С 1 октября 2014 года преподаёт на кафедре биоэволюции биологического факультета МГУ в должности профессора.

## Награды
Награждён Знаком отличия Республики Саха (Якутия) «Гражданская доблесть» (2012 г.) и благодарственным письмом со знаком Министерства охраны природы Республики Саха (Якутия) (2013 г.).
Лауреат премии РАН за лучшую работу по популяризации науки в 2021 г. (представление Комиссии РАН по популяризации науки) в номинации «Лучшая научно-популярная книга об экологии, охране окружающей среды и сохранении биоразнообразия».

## Основные публикации
- Zhuravlev A.Yu., Riding R., eds. 2001. The Ecology of the Cambrian Radiation. N.Y.: Columbia Univ. Press. 526 pp[6].
- Dixon D., Jenkins I., Moody R., Zhuravlev A. 2001. Cassell’s Atlas of Evolution. L.: Cassell & Co. 368 pp.
- Debrenne F., Hartman W.D., Kershaw S., Kruse P.D., Nestor H., Rigby J.K., Sr., Senowbari, Daryan B., Stearn C.W., Stock C.W., Vacelet J., Webby B.D., West R.R., Willenz P., Wood R.A., Zhuravlev A.Yu. 2015. Treatise on Invertebrate Paleontology, Part E (Revised), Porifera, Volumes 4-5 (Hypercalcified Porifera). Lawrence, Kansas: Univ. Kansas Paleontol. Inst., 1223 p.

## Научно-популярные работы
- «До и после динозавров», 2006[7]
- «Парнокопытные киты, четырехкрылые динозавры, бегающие черви…», 2015[8];
- «Летающие жирафы, мамонты-блондины, карликовые коровы…», 2016[9];
- «Сотворение Земли. Как живые организмы создали наш мир», 2018[10];
- «Похождения видов. Вампироноги, паукохвосты и другие переходные формы в эволюции животных», 2021[11];